# Polepy (okres Litoměřice)
Polepy jsou obec v okrese Litoměřice v Ústeckém kraji. Žije v ní přibližně 1 300 obyvatel.

## Historie
První písemná zmínka o vesnici pochází z roku 1227.

## Obyvatelstvo
|                                                                   | 1869 | 1880 | 1890 | 1900 | 1910 | 1921 | 1930 | 1950 | 1961 | 1970 | 1980 | 1991 | 2001 | 2011 |
| ----------------------------------------------------------------- | ---- | ---- | ---- | ---- | ---- | ---- | ---- | ---- | ---- | ---- | ---- | ---- | ---- | ---- |
| Obyvatelé                                                         | 450  | 601  | 648  | 710  | 721  | 634  | 769  | 557  | 596  | 599  | 618  | 638  | 634  | 719  |
| Domy                                                              | 79   | 102  | 110  | 122  | 128  | 133  | 155  | 160  | 241  | 149  | 160  | 186  | 202  | 215  |
| Data z roku 1961 zahrnují i domy místních částí Hrušovany a Okna. |      |      |      |      |      |      |      |      |      |      |      |      |      |      |

## Části obce
- Polepy
- Encovany
- Hrušovany
- Libínky (v tom ZSJ Trnová)
- Okna
- Třebutičky

## Doprava

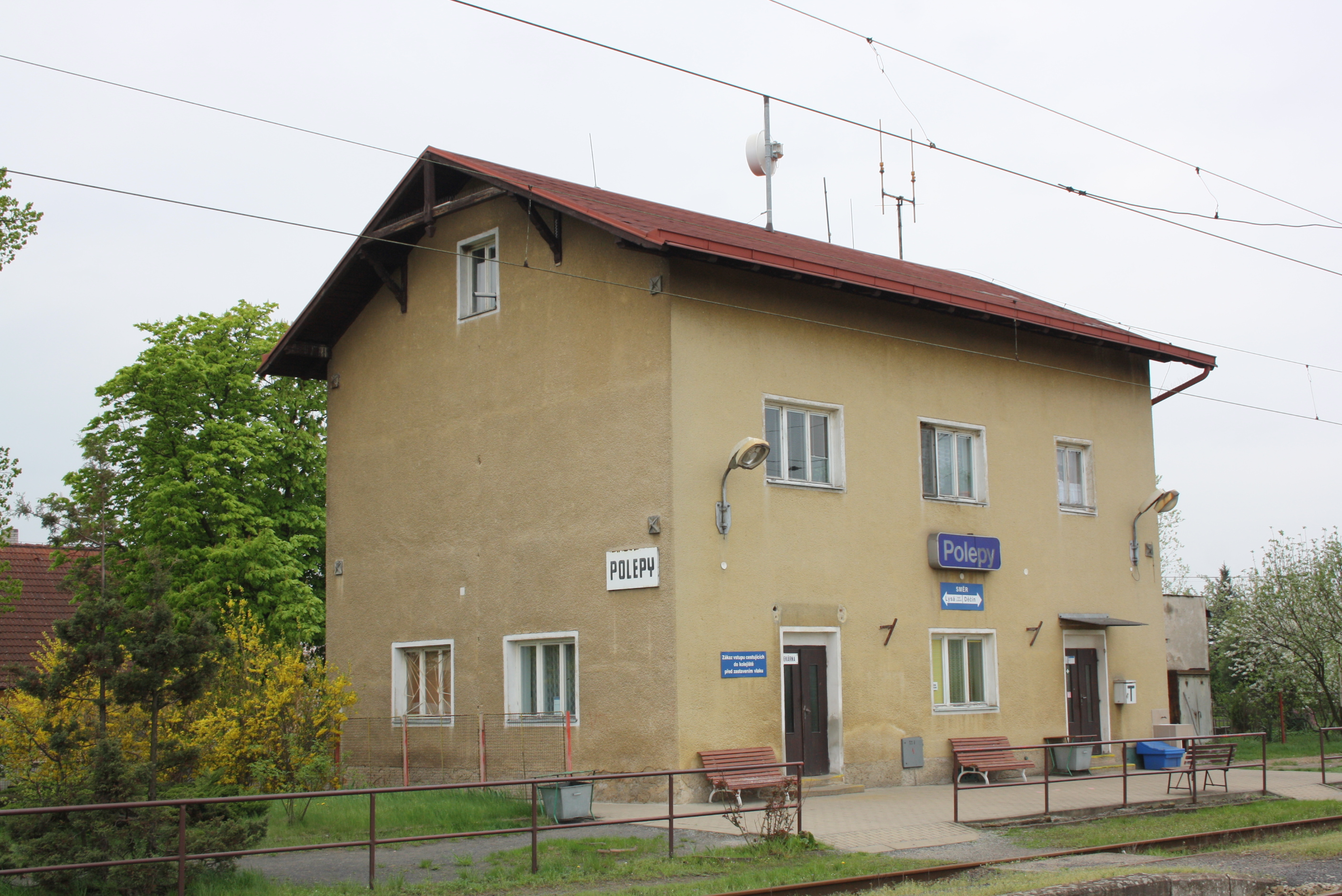
Nádražní budova stanice Polepy

Obcí vede silnice II/261 Liběchov–Děčín a po severním okraji zastavěného území železniční trať Lysá nad Labem – Ústí nad Labem, na které je zřízena železniční stanice Polepy. Zastavují zde jen osobní vlaky.

## Pamětihodnosti
- Kaple Apoštolů na návsi
- Hřbitovní kaple svatého Václava poblíž Hrušovan na vrchu Prachová (v katastrálním území Encovan). Byla vystavěna na základech starší stavby v první polovině devatenáctého století.

## Osobnosti
- Josef Rudolf Zavrtal (1819–1893), hudební skladatel a hudebník
- Václav Hugo Zavrtal (1821–1899), hudební skladatel a hudebník